# ويليام جوزيف مكدونالد
ويليام جوزيف مكدونالد (بالإنجليزية: William Joseph McDonald)‏ هو قسيس أمريكي، ولد في 17 يونيو 1904 في كيلكيني في جمهورية أيرلندا، وتوفي في 7 يناير 1989 في سان فرانسيسكو في الولايات المتحدة.